# Lindholz
Lindholz ist eine Gemeinde im Landkreis Vorpommern-Rügen. Die Gemeinde liegt etwa vierzig Kilometer östlich von Rostock im Amt Recknitz-Trebeltal. Die Gemeinde wurde durch den Zusammenschluss der Gemeinden Breesen, Böhlendorf und Langsdorf am 13. Juni 2004 gebildet.
Der Gemeindename ist ein Kunstwort und ist abgeleitet von einem kleinen Waldgebiet – Flurname „Lindholz“.

## Geografie

### Geografische Lage
Lindholz liegt etwa sieben Kilometer südwestlich von Tribsees und südlich von Bad Sülze. Die durch das Gemeindegebiet verlaufende A 20 ist über die Anschlussstellen Bad Sülze und Tribsees (beide etwa sechs Kilometer entfernt) zu erreichen. Das Gemeindegebiet liegt zwischen den Niederungen der Trebel und der Recknitz, welche grob gesehen auch die West- und Ostgrenze bilden. Im Gemeindegebiet befinden sich mehrere kleine Waldgebiete, wie das Lindholz bei Böhlendorf. Im Osten, im Tal der Trebel, befindet sich das Naturschutzgebiet Sülzer Salinenmoor.

### Gemeindestruktur
Ortsteile von Lindholz
| - Böhlendorf - Breesen - Carlsthal - Eichenthal | - Langsdorf - Nütschow - Schabow - Tangrim |

## Geschichte

### Gemeinde
Die Vorgängergemeinden von Lindholz gehörten bis 1933 zum Amt Rostock, dann zum Kreis Rostock (bis 1939) bzw. Landkreis Rostock (bis 1952). Nach der Gebietsreform von 1952 gehörten sie bis 1994 zum Kreis Ribnitz-Damgarten. Die Gemeinde wurde durch den Zusammenschluss der Gemeinden Breesen, Böhlendorf und Langsdorf am 13. Juni 2004 gebildet.

### Böhlendorf
Der Ort wurde 1298 erstmals urkundlich als Villa Bole-Dorpe erwähnt. Das Gut war im Besitz der Familien von Kardorff (1444–1650 und 1792–1945) und von der Lühe (bis 1789). Das Gutshaus stammt von nach 1648 und veränderte durch Umbauten seine Form. Mit Karl von Kardorff (1756–1820), verheiratet mit Hedwig von der Lühe, festigte sich eine konstante genealogische Tradition der von Kardorff auf Böhlendorf, betitelt als "Das Haus Böhlendorf". Die Adelsfamilie sichert dann den Besitz durch die Bildung eines Familienfideikommiss. Erster Fideikommissherr wurde Friedrich Ernst von Kardorff-Böhlendorf, liiert mit Helene Freiin von Nauendorf. 1928 umfasste der Besitz des Allodialgutes Böhlendorf nach dem letztmals publizierten Güter-Adressbuch Mecklenburg 1067 ha Fläche. Es wurde eine intensive Viehwirtschaft betrieben und teils moderne Technik zum Einsatz gebracht. Als Teil des Gutes sind 290 ha Wald ausgewiesen. Als Pächter agierte ein Herr von Seek. Ihr Sohn Wilhelm Ernst Heinrich von Kardorff (1877–1945) war dann der letzte Grundherr, er starb mit seiner Frau Mary von Bülow Anfang Mai 1945 und wurde mit ihr nahe dem Gutshaus bestattet. Als Erbe bestimmt wurde vormals der Sohn und spätere Flugkapitän Manfred von Kardorff. Dieser lebte nach dem Krieg mit seiner zweiten Frau in Hamburg.
Das ehemalige Herrenhaus war nach 1945 u. a. Kindergarten, Schule und Büro des Volkseigenen Gutes. 1973 entstand in Böhlendorf das international anerkannte Institut für Kartoffelzüchtung.

### Breesen
Breesen wurde 1232 erstmals erwähnt. 1820 wurde an Breesen der Ort Carlsthal, mit dessen Glashütte angeschlossen. Das Gut war u. a. im Besitz der Familien von Moltke, von Behr (bis 1794) und von Schack, wurde aber 1831 in großherzoglichen Besitz überführt. Ab 1890 übernahm Hugo Seemann die Bewirtschaftung des Pachtgutes mit den Ortsteilen Carlsthal und Eichenthal mit einer Gesamtfläche von 493 Hektar. Ab 1950 folgte die Eingliederung des Ortes Tangrim. Erst seit 1976 ist der Ort an die zentrale Wasserversorgung angeschlossen.

### Carlsthal (Lindholz)
Carlsthal war vor 1780 gemäß Schmettauschem Kartenwerk noch nicht verzeichnet. In dem Messtischblatt (MTB) von 1880 ist bereits eine kompakte Ansiedlung am Rande des Trebelmoores vorhanden. Das Gut Breesen hatte hier 1820 eine Glashütte errichtet, diese wurde aber 1831 mit dem Gut Breesen in großherzoglichen Besitz überführt. Die Glashütte wurde aber bereits 1847 wieder geschlossen und aufgegeben.

### Eichenthal (Lindholz)
Eichenthal wurde mit seiner Glashütte erst 1802 errichtet, vor 1780 war lt. Schmettau-Karte keine Ansiedlung vorhanden. Die Glashütte (genannt „Alte Hütte“) wurde aber bereits 1817 wieder geschlossen. Der Ort gehörte zum Gut Nütschow, wechselte aber wie dieses 1831 in großherzoglichen Besitz.
Eichenthal blieb bis nach dem Krieg 1945 eine kleine Wohnsiedlung mit wenigen Gebäuden. Erst 1986 erweiterte sich der Ort durch den Troposphärenbunker Nr. 302 der NVA. Es ist ein Tiefbunker, der in den Abhang zum Trebelmoor gegraben wurde. Seit einigen Jahren (vor 2016) ist dieser Bunker mit dem Privatbesitzer begehbar.

### Langsdorf
Langsdorf trug um 1780 lt. Schmettau-Karte den Namen Mecklenburg Paß. Dieser lag mit einem Zoll- und Grenzgehöft 900 Meter westlich der Grenze zu Pommern (Preußen), die hier von der Trebel gebildet wurde. Großherzog Friedrich Franz I. von Mecklenburg benannte 1816 diesen Ort in Langsdorf zu Ehren des Hofrats und Lehrers Karl Christian von Langsdorf. Diese Stelle war zu der Zeit weit und breit der einzige Übergang über das Trebeltal, das mit seinem breiten Moor sehr schlecht begehbar war.
Auf der Langsdorfer Seite der Grenze sind keine Befestigungen bekannt, auf pommerscher (preußischer) Seite lag seit 1648 die „Preußen-Pass-Schanze Tribsees“ mit einer Vorschanze östlich davon. Diese Befestigungen wurden noch bis in das 18. Jahrhundert (um 1759) genutzt. Später wurden auf beiden Seiten Chausseehäuser angelegt, die als Grenz- und Zollstationen dienten.
Langsdorf entwickelte sich bis 1920 zum langgezogenen Straßendorf mit einem kleinen Gutshof.
Hier war auch der Eisenbahn-Übergang über das Trebelmoor von Tribsees nach Bad Sülze. Heute kreuzt hier die Autobahn A 20 das Tal. Durch diese Baumaßnahmen sind keine Relikte der ehemaligen Grenzbauten mehr erhalten.
Früher wurde im Trebeltal (breites Moorgebiet) Torf gewonnen, heute wird hier Kies am Übergang vom Trebeltal zur Hochfläche gefördert.

### Nütschow
Nütschow war vor 1780 lt. Schmettau-Karte ein adliges Gut mit einer Holländerwindmühle. Als Vorwerk und spätere Pertinenz war 1802 Eichenthal mit seiner Glashütte angelegt worden.
Von 1804 bis 1812 waren die von Hanneken Gutsbesitzer.
Um 1880 wurde das Gut kompakt ausgebaut und das Dorf vergrößerte sich entlang der Straße. Nach der Bodenreform von 1945 verschwanden die Gutsbauten und einige der Katen wurden zu Neubauernhöfen ausgebaut, aber Nütschow verkleinerte sich weiter und erhielt später auch keine Agraransiedlungen der LPG.
Die Mühle von Nütschow hat sich über 200 Jahre erhalten. 1868 übernahm der Schmied Johann Hamann das Erbmühlengehöft, 1910 Übergang auf Otto Hamann. 1942 begann der Umbau zu einer Elektro-Mühle. Im Sommer 1945 zerstörte ein Orkan die gesamte Kappe einschließlich der Flügel. Die Reste standen dann noch bis in die 1970er bis 1980er Jahre.
Direkt neben dem Dorf verläuft heute die Bundesautobahn A 20.

### Schabow
Das Gut Schabow war im Besitz der Familien von Bassewitz (ab 1672), von Müller (ab 1804), von der Lühe (ab 1810) und Bornhoeft (1896–1916). Das Gut war bereits früh kompakt ausgebaut und lag mit einem ausgedehnten Park direkt an der Recknitz.
Nach der Bodenreform von 1945 blieb vom Gut bis heute nichts mehr übrig. Der Park ist zwar erhalten, aber verwildert. Im Dorf wurden Neubauernsiedlungen eingerichtet, aber später keine LPG-Bauten. Die Landwirtschaft von Schabow und Nütschow verlagerte sich komplett nach Böhlendorf.

### Tangrim
Tangrim weist mit den Resten einer slawischen Burganlage und einer spätmittelalterlichen Turmhügelburg auf eine durchgehende Besiedlung hin. Gutsbesitzer waren u. a. die Familien von Königsmark (ab 1736), von Güldner (ab 1755), von Storch (ab 1778), von Hövell (ab 1783), von Kahlden (ab 1787), von Kuylenstjern (ab 1825), Koenemann (ab 1830), Müller (ab 1845) und von Bülow (1847–1899).

## Wappen, Flagge, Dienstsiegel
Die Gemeinde verfügt über kein amtlich genehmigtes Hoheitszeichen, weder Wappen noch Flagge. Als Dienstsiegel wird das kleine Landessiegel mit dem Wappenbild des Landesteils Mecklenburg geführt. Es zeigt einen hersehenden Stierkopf mit abgerissenem Halsfell und Krone und der Umschrift „GEMEINDE LINDHOLZ“.

## Kultur und Sehenswürdigkeiten

### Bauwerke

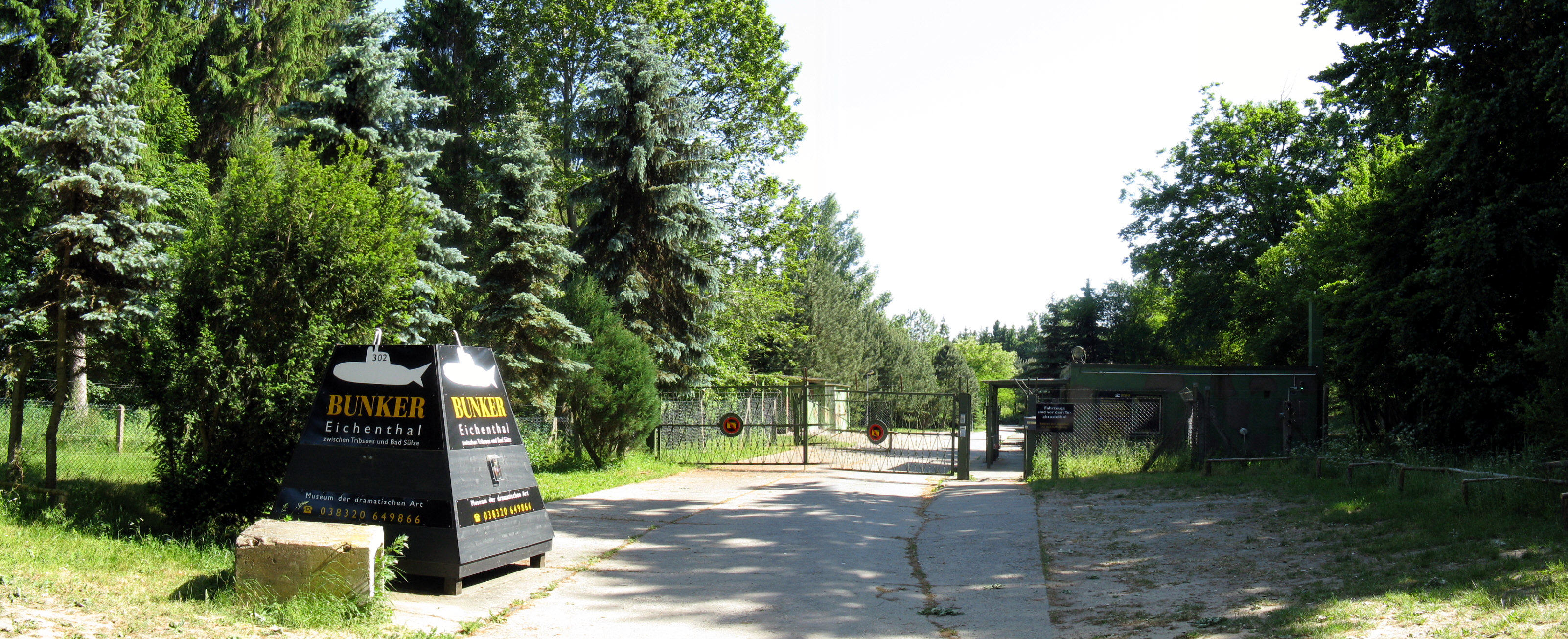
Zugang zum Bunker Eichenthal

- Gutshaus Böhlendorf: Sanierter, eingeschossiger, neunachsiger Putzbau
- Gutshaus Breesen; Sanierter, eingeschossiger Bau mit Mansarddach und Mittelrisalit
- Die Troposphärenfunkstation des strategischen Tropophären-Nachrichtensystems der Warschauer Vertragsstaaten 302 im unterirdischen Bunker Eichenthal[12] von 1986 kann besichtigt werden. Sie steht seit 2007 unter Denkmalschutz. Aus Geheimhaltungsgründen wurde der Anlage die Bezeichnung Stütznachrichtenzentrale 302 (StNZ) zugeordnet und war im Nachrichtensystem der NVA integriert. In ihrer Eigenschaft als Stütznachrichtenzentrale sicherte sie auch die Bereitstellung von Nachrichtenkanälen für den Hauptgefechtsstand der Volksmarine der DDR in Tessin.

### Bodendenkmale
- Bei Tangrim existieren die Reste einer spätmittelalterlichen Turmhügelburg, einer Grenzbefestigung an der Grenze zwischen Mecklenburg und Pommern.
- Turmhügel Böhlendorf
- Slawischer Burgwall Tangrim
- Großsteingrab Böhlendorf
- Bronzezeitliche Hügelgräber Schabow und Tangrim

## Personen, die vor Ort wirkten
- August Nicolaus Carl von Kardorff (1756–1820), Offizier in dänischen Diensten, wurde über seine Ehefrau Besitzer von Böhlendorf
- Carl Emil von Kardorff (1795–1864), Verwaltungsjurist in dänischen Diensten und der letzte dänische Landdrost im Herzogtum Sachsen-Lauenburg stammte aus Böhlendorf
- Radolf von Kardorff (1881–1967), deutscher Diplomat, stammte aus Böhlendorf
- Hugo Seemann (1856–1932), Gutspächter von Breesen von 1890 bis 1925, Ökonomierat 1915 und Ehrendoktor der Universität Rostock 1919
- Wilhelm Hirsch (1873–unbekannt), Politiker (SPD), Mitglied des Landtags von Mecklenburg-Schwerin, in Langsdorf geboren
- Karl Seemann (1886–1943), 1918 wurde er Bürgermeister der Gemeinde Breesen-Carlsthal und Gutspächter von Breesen von 1925 bis 1943, NSDAP-Ortsgruppenleiter in Böhlendorf von 1931 bis 1934